# Williams Lake
Williams Lake – miasto w Kanadzie, w prowincji Kolumbia Brytyjska.